# Palm Jebel Ali

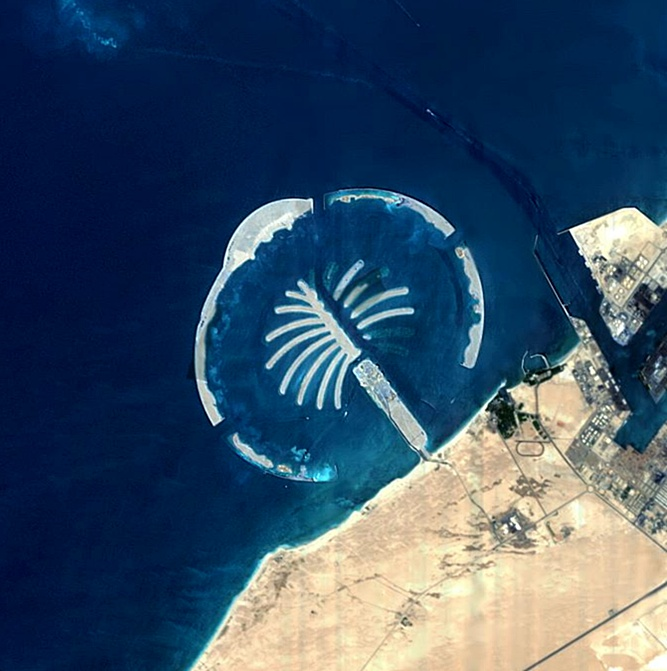
Hình ảnh vệ tinh của Palm Jebel Ali đang được xây dựng vào giữa năm 2005

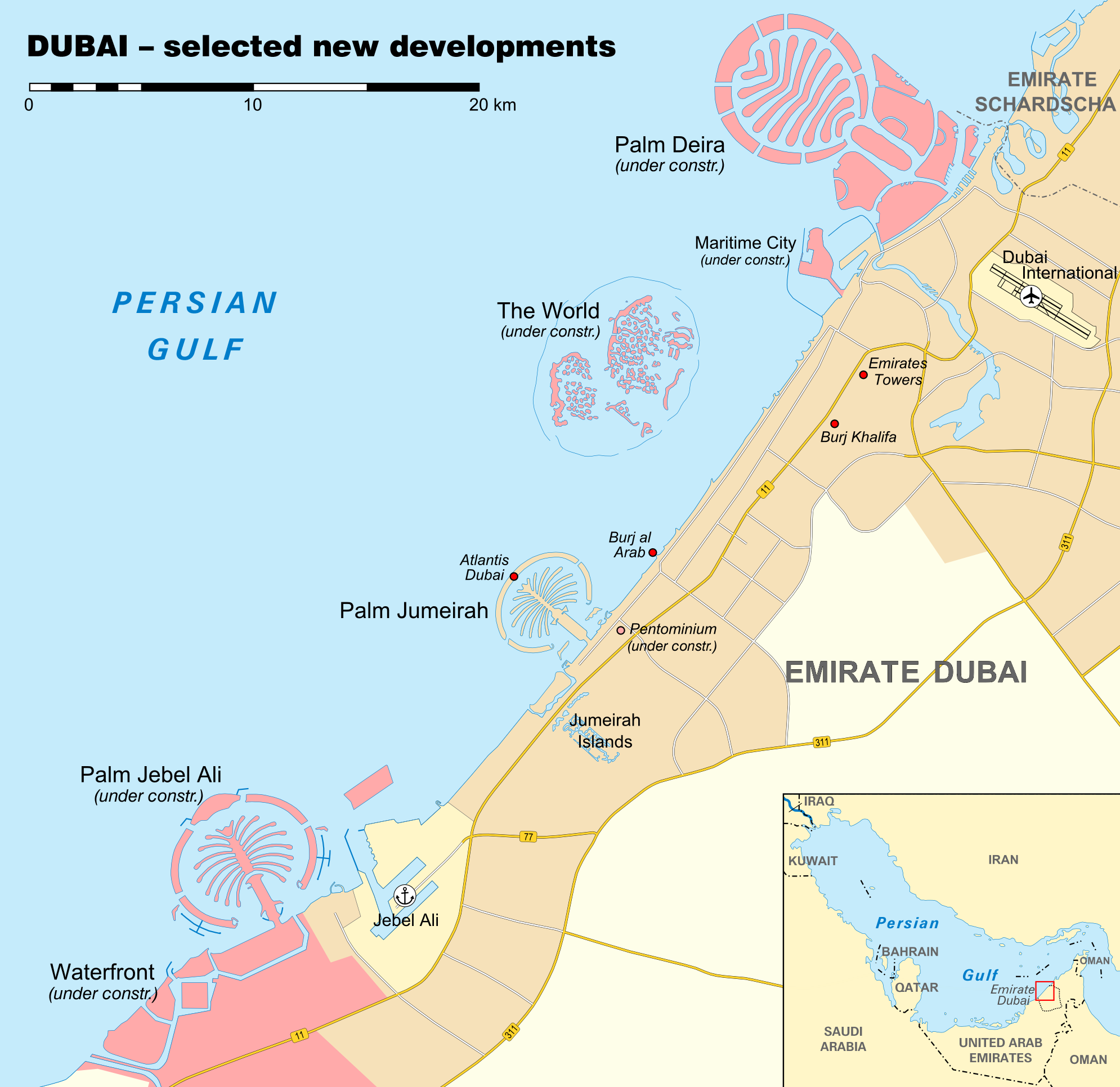
Sự phát triển ở Dubai với Palm Jebel Ali ở góc dưới bên trái

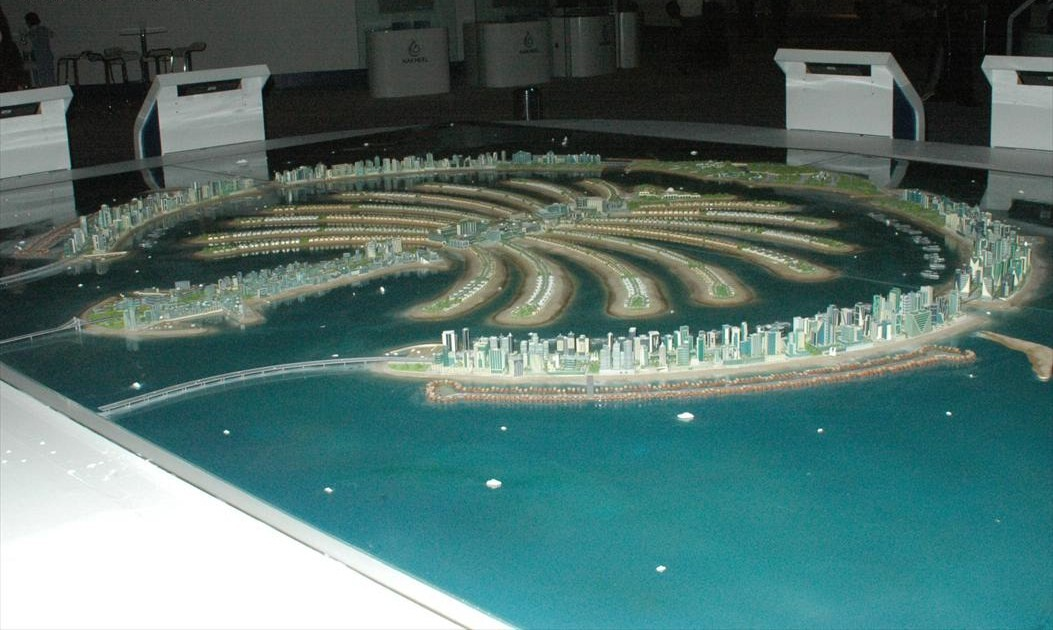
Mô hình Palm Jebel Ali

Palm Jebel Ali là một quần đảo nhân tạo ở Dubai, Các Tiểu vương quốc Ả Rập thống nhất được  bắt đầu xây dựng vào tháng 10 năm 2002, ban đầu dự định hoàn thành vào giữa năm 2008 nhưng vẫn đang bị gián đoạn cho đến nay. Khu sáng tạo này cung cấp dịch vụ quy hoạch tổng thể cho đảo và giải trí Quest International (Hoa Kỳ) đã phát triển các khu giải trí. Dự án này lớn hơn Palm Jumeirah 50 phần trăm, được đề xuất bao gồm sáu bến du thuyền, công viên nước, 'Sea Village', những ngôi nhà được xây dựng trên những cây cột trên mặt nước, và lối đi bộ lót gạch "những chiếc lá hình cọ".
Đê chắn sóng được hoàn thành vào tháng 12 năm 2006, và công việc xây dựng cơ sở hạ tầng bắt đầu vào tháng 4 năm 2007. Việc xây dựng chính sẽ không bắt đầu cho đến khi phần lớn công việc cơ sở hạ tầng hoàn thành. Sau cuộc khủng hoảng tài chính năm 2008 khiến nó bị đình chỉ và các nhà phát triển rời bỏ, Nakheel đã xác nhận không có công việc nào diễn ra trong tương lai gần.
Một trong những tòa nhà đầu tiên trên The Palm Jebel Ali đã được biết đến. Nakheel mời một số kiến trúc sư thiết kế một tòa nhà trên diện tích 300.000 mét vuông. Thiết kế đoạt giải là một tòa nhà Lưu trữ ngày 31 tháng 7 năm 2018 tại Wayback Machine của Royal Haskoning, người cũng từng làm việc cho một số dự án khác ở Dubai. Các biệt thự được xây dựng và bán bởi các nhà phát triển được thiết kế bởi Serendipity By Design LLC, một công ty có trụ sở tại Dubai, Các Tiểu vương quốc Ả Rập thống nhất. Các loại biệt thự được phân loại theo kích thước và kiểu dáng; 40 dãy nhà Lưu trữ ngày 31 tháng 7 năm 2018 tại Wayback Machine (lớn nhất), biệt thự sân vườn Lưu trữ ngày 31 tháng 7 năm 2018 tại Wayback Machine và biệt thự độc đáo Lưu trữ ngày 31 tháng 7 năm 2018 tại Wayback Machine.
Trong những dấu hiệu đầu tiên của thị trường bất động sản Dubai đang chậm lại, giá bất động sản được bán trên Palm Jebel Ali đã giảm 40% trong tháng 11/2008, với sự sụt giảm do cuộc khủng hoảng tài chính 2007– 2010. Vào tháng 3 năm 2011, Nakheel đã hoàn tiền cho các nhà đầu tư bất động sản.
Sau khi hoàn thành, Palm Jebel Ali dự kiến sẽ có hơn 250.000 người.
Theo lịch trình ban đầu, đến năm 2021, giai đoạn đầu tiên gồm bốn công viên giải trí sẽ được mở trên con đê. Những công viên được lên kế hoạch sẽ được gọi là "World of Discovery", sẽ được phát triển và điều hành bởi Busch Entertainment Corporation. Các công viên bao gồm SeaWorld, Aquatica, Busch Gardens và Discovery Cove. World of Discovery sẽ nằm ở phía trên cùng của con đê bao hình lưỡi liềm, sẽ hình thành hình dạng của một orca (gợi nhớ đến Shamu).
Vào tháng 11 năm 2014, 74 chủ sở hữu trên Palm Jebel Ali đã viết thư gửi cho tiểu vương Dubai thông qua Tòa án của tiểu vương liên quan đến dự án PJA bị đình trệ.
Ngày 16 tháng 3 năm 2015, Chủ tịch Nakheel, ông Ali Lootah xác nhận rằng Nakheel vẫn cam kết thực hiện dự án dài hạn.

## Hình ảnh

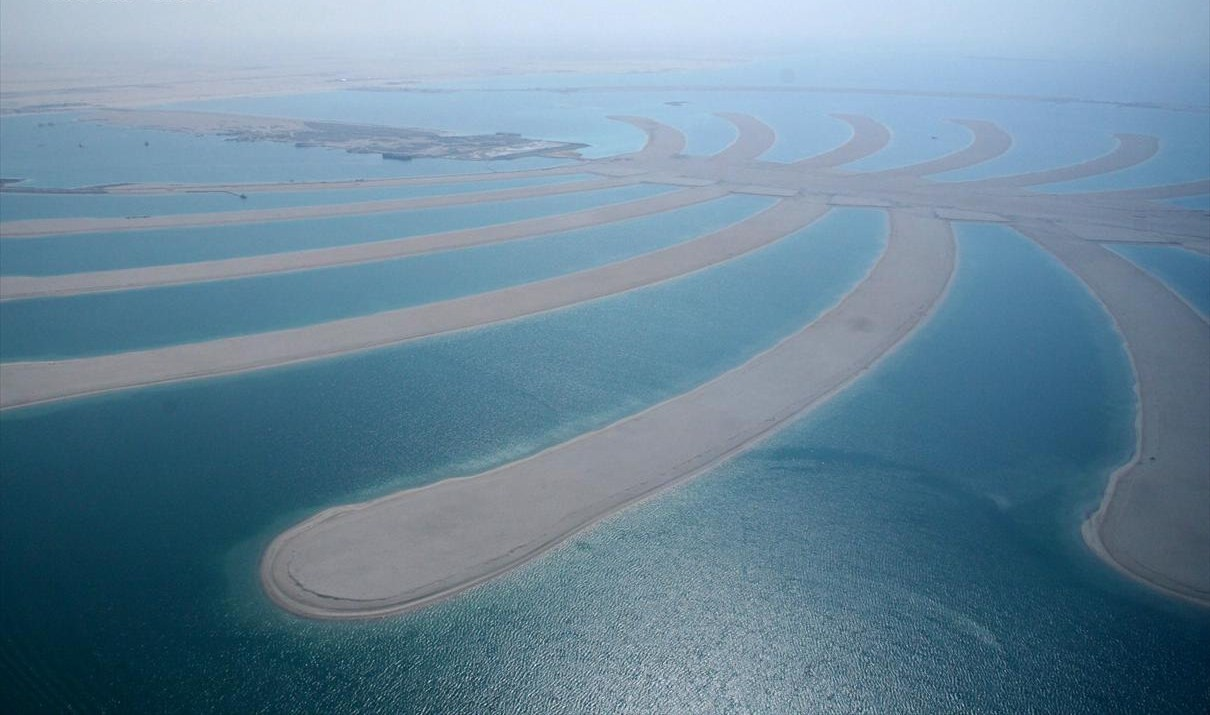
Palm Jebel Ali vào ngày 18 tháng 10 năm 2007
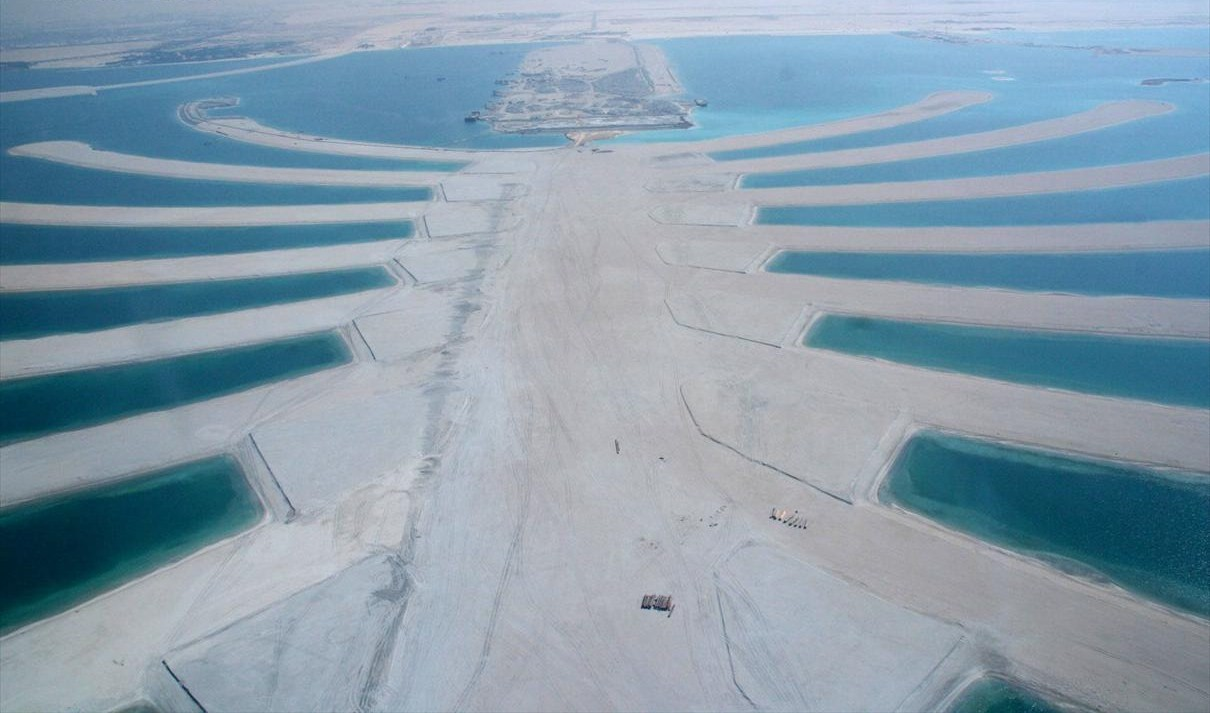
Palm Jebel Ali vào ngày 18 tháng 10 năm 2007
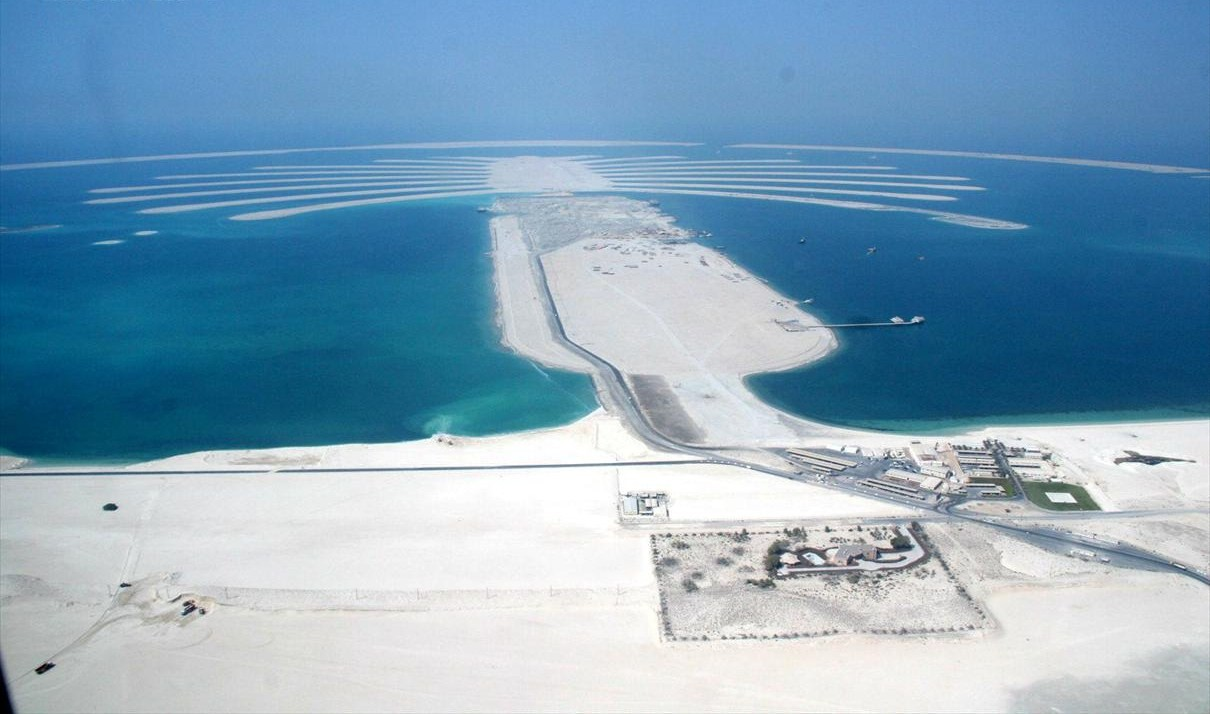
Palm Jebel Ali vào ngày 18 tháng 10 năm 2007
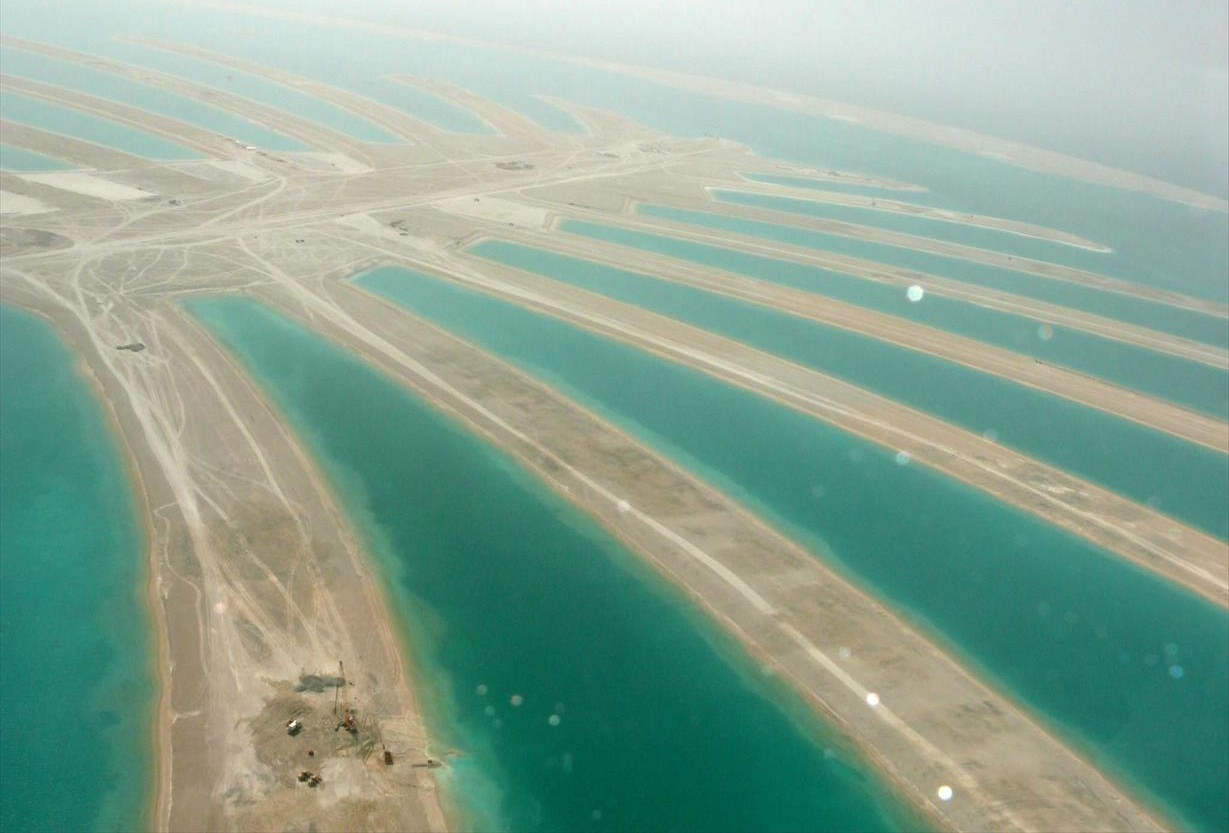
Palm Jebel Ali vào ngày 8 tháng 5 năm 2008
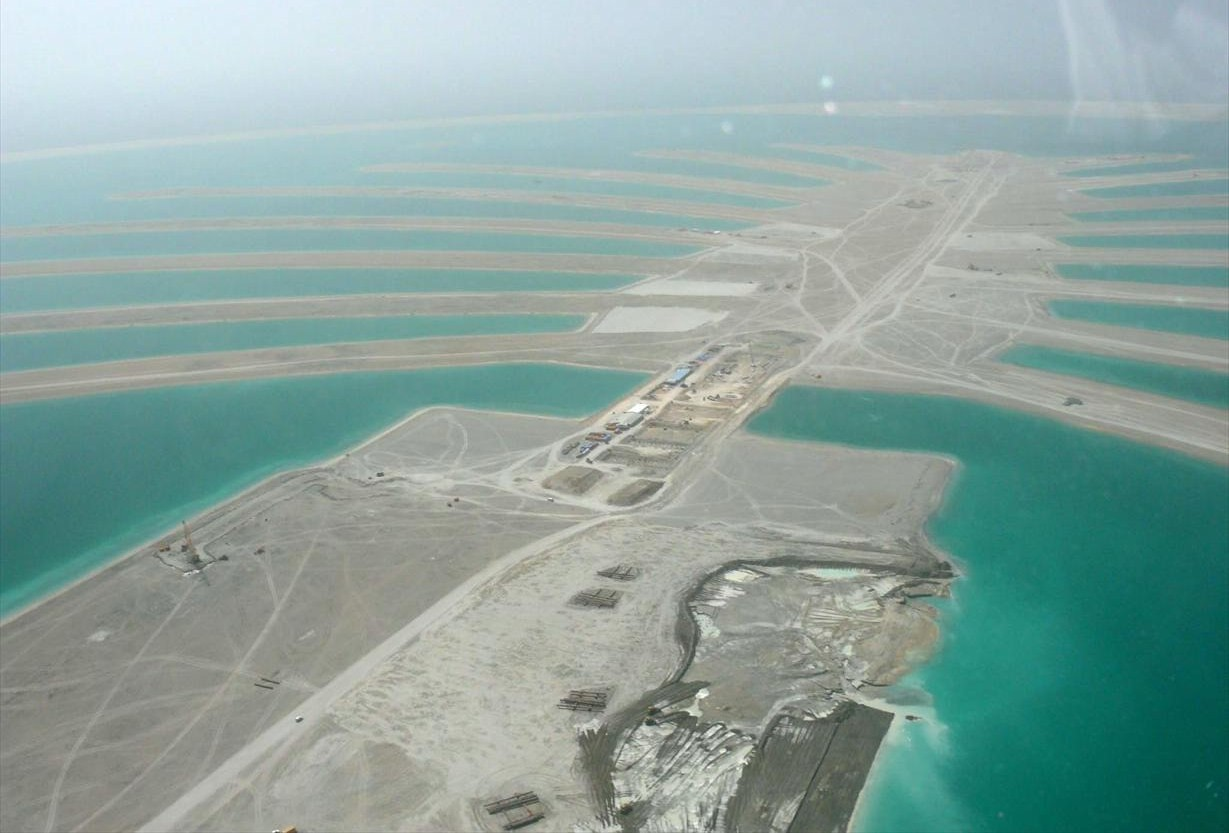
Palm Jebel Ali vào ngày 8 tháng 5 năm 2008
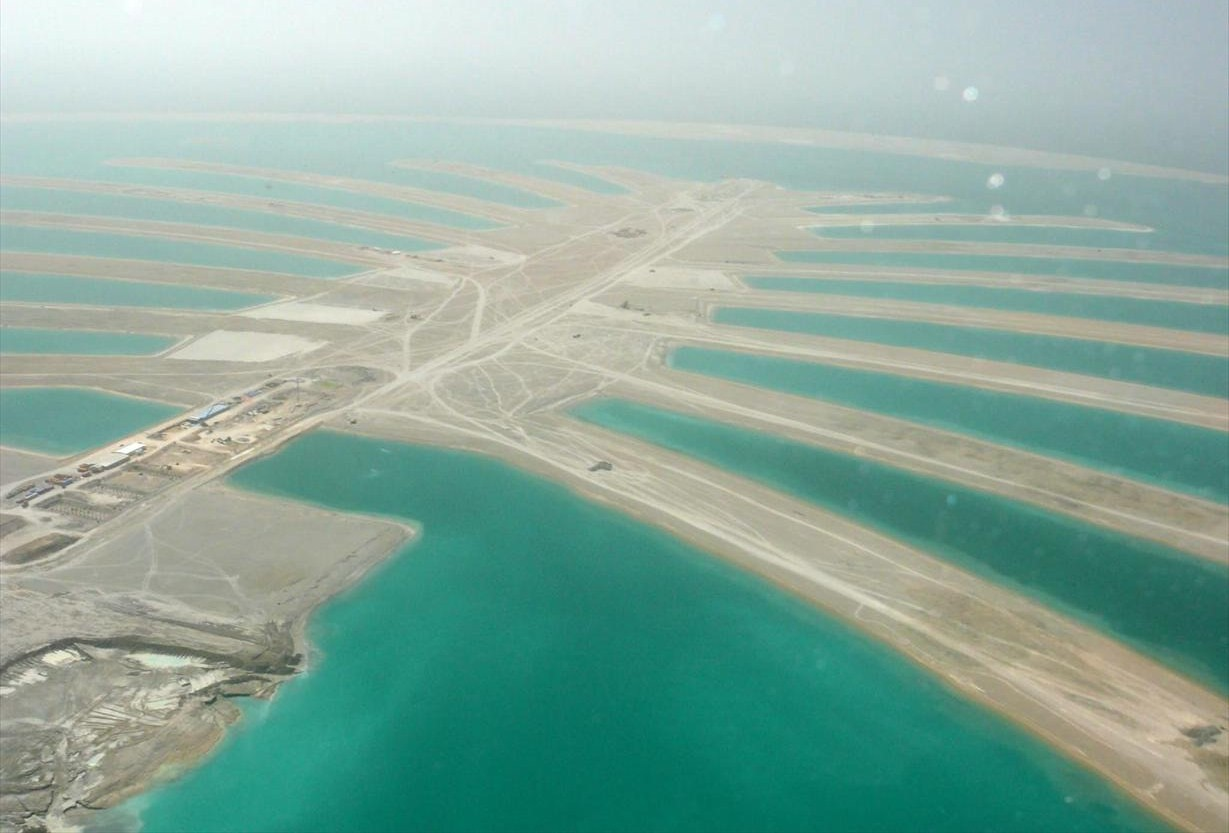
Palm Jebel Ali vào ngày 8 tháng 5 năm 2008